# 410619 Fabry
410619 Fabry è un asteroide della fascia principale. Scoperto nel 2008, presenta un'orbita caratterizzata da un semiasse maggiore pari a 3,1806827 UA e da un'eccentricità di 0,2277115, inclinata di 17,05748° rispetto all'eclittica.